# Unión de Reyes
Unión de Reyes es uno de los municipios que conforman la provincia de Matanzas, en Cuba. 
Posee una extensión territorial de 873 km² y una población estimada al 2017 de 36 413 habitantes, lo que representa una densidad de 41,69 hab/km². El municipio se encuentra a una altitud media de 55 m s. n. m..
Limita al oeste con la provincia de Mayabeque, al norte y noroeste con el municipio de Limonar, al oeste con el municipio de Pedro Betancourt y al sur con el municipio de Ciénaga de Zapata. La cabecera departamental es la localidad de Unión de Reyes.
El clima del municipio es cálido y húmedo, con inviernos suaves y veranos calurosos. Las temperaturas extremas rondan la mínima de 12 °C en invierno y 34 °C en verano.
El municipio se fundó en 1879. En la zona existía un establecimiento comercial propiedad de Manuel Reyes. La traza de la extensión de las líneas de ferrocarril de La Habana y Matanzas convergía en cercanías de ese establecimiento, por lo que el lugar comenzó a conocerse como "Unión en Reyes" o "Unión de Reyes", nombre que luego tomó el municipio.
El relieve predominante es llano con algunas ondulaciones leves, lo que permite el desarrollo de la agricultura, principal actividad económica del municipio. Entre los cultivos más significativos se encuentran la caña de azúcar, los cítricos, las pasturas y el plátano.
En los últimos años, se incorporaron a la producción una serie de parcelas que fueron destinadas a la ganadería, especialmente vacuna destinada a la industria láctea, y porcina.
El municipio cuenta con varios espacios culturales desde donde se promueven actividades creativas y de interpretación, especialmente música y teatro. 

El Museo Municipal de Unión Reyes "Juan Gualberto Gómez Ferrer" fue creado en 1982 e instalado en un edificio dentro del casco histórico de la localidad cabecera. Conserva elementos pertenecientes al patriota Juan Gualberto Gómez y al poeta Regino Pedroso, nacido en el municipio, al igual que el dramaturgo Abelardo Estorino.